# Lagartera (ort)
Lagartera är en ort i Spanien.   Den ligger i provinsen Toledo och regionen Kastilien-La Mancha, i den centrala delen av landet, 140 km väster om huvudstaden Madrid. Lagartera ligger 396 meter över havet och antalet invånare är 1 607.
Terrängen runt Lagartera är huvudsakligen platt, men åt sydväst är den kuperad. Runt Lagartera är det glesbefolkat, med 9 invånare per kvadratkilometer. Närmaste större samhälle är Calera y Chozas, 18,8 km öster om Lagartera. Omgivningarna runt Lagartera är huvudsakligen savann.